# Amata repicta
Amata repicta là một loài bướm đêm thuộc phân họ Arctiinae, họ Erebidae.